# Eumichtis buxtoni
Eumichtis buxtoni är en fjärilsart som beskrevs av Rothschild 1921. Eumichtis buxtoni ingår i släktet Eumichtis och familjen nattflyn. Inga underarter finns listade i Catalogue of Life.